# Бермуди на Зимским олимпијским играма 2010.
Бермудима је ово било шесто учешће на Зимским олимпијским играма. Делегацију, на Зимским олимпијским играма 2010. у Ванкуверу представљао је један спортиста који се такмичио у скијашком трчању.
Бермудски олимпијски тим је остао у групи екипа које нису освојиле ниједну медаљу.
Заставу Бермуди на свечаном отварању Олимпијских игара 2010. носио је једини бермудски такмичар нордијски скијаш Такер Мерфи.

## Скијашко трчање
Мушкарци
| Такмичар    | Дисциплина     | Финале  | Финале    | Финале       |
| Такмичар    | Дисциплина     | Време   | Заостатак | Место/учес.  |
| ----------- | -------------- | ------- | --------- | ------------ |
| Такер Мерфи | 15 км слободно | 42:39,1 | 9:02,8    | 88 / 95 (96) |